# Pădureni (gmina Oșești)
Pădureni – wieś w Rumunii, w okręgu Vaslui, w gminie Oșești. W 2011 roku liczyła 374 mieszkańców.